# مزجین
مزجین روستایی است که در استان اردبیل، شهرستان خلخال، بخش مرکزی، دهستان خانندبیل شرقی قرار دارد.   نصرت اله نادرزاده نویسنده مقاله و ارسال به کمپانی ویکی پدیا، این مقاله بر اساس مستندات نوشته شده سپس در ویکی پدیا درج گردیده است چرا که ویکی پدیا پس از بررسی و تحقیقات کامل مقالات را درج میکند و ویکی پدیا همچون یه دایرت المعارفه مانند دایره المعارف دهخدا، عمید، معین و غیره. در ضمن اضافه کنم در روستای مزه حین محصولاتی وجود داره که در هیچ کجای دنیا وجود نداره یا اگه هست هنوز به عنوان محصولات غذایی محسوب نمیشود یا اگر در بعضی نقاط دیگر این محصولات امروزه به عنوان محصول شناخته شده اند از برکت روستای مزه جین بوده است از جمله این محصولات آش گیلدیک می باشد گیلدیک میوه گل نسترن است که در پاییز به رنگ. سرخ در می آید و ابتدا این میوه بصورت سبز می باشد درخت این گیاه بصورت بوته های پا کوتاه است و این درخت در یک نقطه بصورت انبوه رشد میکند و از سال اول میوه میده و گلهای بسیار ظریف و خوش بو و زیبایی داره که از آن به نسترن وحشی میتوان یاد برد این درخت دارای ساقه، شاخه هاو حتی برگهای تیغی هستند و نمیشه به برگهای آن نیز دست زد و حتی داخل میوه این درخت بصورت تیغ هستند و ولی خیلی خوشمزه و به طعم شیرن و ترش (ملس) میباشد و میوه این درخت را به سختی می چینند و سپس خشک میکنند، در زمستان آنرا میجوشانند اب آن را از صافی عبور میدهند سپس یک سیخ بزرگ یا تبرسین داغ را در داخل اب گیلدیک در حال جوش قرار میدهند تا تیغهای آن گرفته بشه. ویرایش:
نصرت اله(ناصر) نادرزاده
99/4/12
www.jazb-naderzadeh.com
میزین روستایی که پر است از ادمهای تحصیلکرده و فرهیخته 
روستایی در دل کوه 
روستایی که مساحت زمینهای کشاورزی آن به نسبت جمعیتش خیلی زیاده. 
روستایی که فرهنگ. بخصوص با مردمانی ویژه داره. 
مردمی مغرور،دست و دل باز، در غربت هوای همو بیشتر دارند، کاری و زحمتکش، بیشتر کار کشاورزی اخیرا در کار پیمانکاری ساختمان در داخل و خارج از روستا و بیشتر در تهران مشغول کار هستند ولی کشاورزی در این روستا همچنان ادامه داره این روستا روستایی است که همواره خودش را به روز میکرده و در این روستا مردم امروزه از اینتر نت به نحو احسن استفاده میکنند و ماهواره نیز از قدیم استفاده میشد. 
جمعی از افتخارات روستا: 
دکتر سهراب رضایی: دکترای مترجمی زبان انگلیسی و عضو هیئت علمی دانشگاه علامه طباطبایی تهران 
دکتر منوچهر فتح اللهی: دکترای شیمی و عضو هیئت علمی دانشگاه تهران 
امیرحسین شرقی: دانشجوی دکترای حرفه ای داروسازی 
زهرا اشرفی: دانشجوی دکترای حرفه ای پزشکی 
احمدرضا اشرفی: دانشجوی دکترای حرفه ای پزشکی
سعید اشرفی: دانشجوی دکترای حرفه ای دندانپزشکی
مرتضی اشرفی: خواننده موسیقی پاپ کشور

## جمعیت
بر اساس سرشماری سال ۱۳۸۵ جمعیت این روستا ۵۴۲ نفر با ۱۲۴ خانوار بوده‌است.
جمعیت 650
خانوار 185